# خوسيه دانيال دياز
خوسيه دانيال دياز (بالإسبانية: José Daniel Díaz) هو مصارع هاوي فنزويلي، ولد في 22 فبراير 1989 في أكاريغوا ‏ في فنزويلا.

## وصلات خارجية
- خوسيه دانيال دياز على موقع قاعدة بيانات المصارعة الدولية (الإنجليزية)
- خوسيه دانيال دياز على موقع أوليمبيديا (الإنجليزية)